# Prêmio Monteiro Lobato de Literatura para a Infância e a Juventude
O Prêmio Monteiro Lobato de Literatura para a Infância e a Juventude, ou simplesmente Prêmio Monteiro Lobato, é um prêmio acordado entre o Governo Brasileiro e a República Portuguesa com vistas a laurear a obra de um autor e um ilustrador da Comunidade dos Países de Língua Portuguesa (CPLP). Diferentemente do Prêmio Camões, o Prêmio Monteiro Lobato é especificamente destinado aos autores e ilustradores que dedicaram seus esforços à literatura infanto-juvenil. 
O nome do prêmio é uma homenagem a José Bento Monteiro Lobato, tradutor, editor e notável escritor de literatura infanto-juvenil brasileira.

## História
O gérmen do Prêmio nasceu em 2017 por meio do Protocolo Adicional ao Tratado de Amizade entre Brasil e Portugal.  O Protocolo ressalta o interesse de ambas as nações em enriquecer o prestígio da língua comum e o seu respectivo patrimônio cultural. Além de manifestar o interesse em dar reconhecimento público aos escritores que por meio de sua dedicação à vida intelectual, engrandeceram o patrimônio literário das culturas que encontram expressão na Língua Portuguesa.
Em novembro de 2017, o Congresso Nacional decretou a aprovação do conteúdo do Protocolo Adicional ao Tratado de Amizade. Com isso, o processo para a aprovação do Prêmio no Brasil avançou, uma vez que dentre o conteúdo do Tratado, menciona-se a criação do Prêmio Monteiro Lobato. Em abril de 2021, por fim, o projeto foi aprovado pelo Senado Federal.

## Execução do Prêmio
O Secretariado é incumbido por divulgar e promover o Prêmio, dar visibilidade ao laureado, selecionar o júri e apoiá-lo logisticamente. Dentre os membros do júri, dois devem ser de nacionalidade portuguesa, dois de nacionalidade brasileira e um membro deve pertencer a outro país da Comunidade dos Países de Língua Portuguesa. 
Da parte brasileira, a Fundação Biblioteca Nacional é a instituição responsável pelo secretariado. A parte portuguesa, por sua vez, incumbe a Direção-Geral do Livro, dos Arquivos e das Bibliotecas.
O valor monetário do Prêmio é decidido entre o governo brasileiro e o governo português. Além da execução do Prêmio por meio do Secretariado, a Fundação Biblioteca Nacional concede, em cada edição do prêmio, metade do valor acordado ao laureado.

## Polêmicas
O escritor Monteiro Lobato, homenageado pelo nome que foi atribuído ao prêmio, recentemente tem sofrido árduas críticas de racismo em suas obras. Outros críticos de literatura, no entanto, ressaltam que as “provas” do racismo de Lobato são descontextualizadas e o “cancelamento” de Lobato é sinônimo de eliminar a criatividade, além de apagar a marca que o escritor fez no imaginário de tantas crianças brasileiras, especialmente no que diz respeito ao folclore brasileiro. 